# Klasa średnia
Klasa średnia – w stratyfikacji społeczeństwa klasa społeczna znajdująca się pomiędzy klasą wyższą i klasą niższą.
W XIX wieku do klasy średniej przynależeli drobni przedsiębiorcy oraz coraz częściej urzędnicy, czyli te kategorie społeczne, które nie miały miejsca w dwubiegunowym podziale społeczeństwa na proletariat i burżuazję zaproponowanym przez Karola Marksa.
W obecnym rozumieniu tego pojęcia do klasy średniej włącza się przede wszystkim kategorie społeczno-zawodowe, charakteryzujące się względną samodzielnością (osoby pracujące we własnych firmach lub wykonujące pracę umysłową), oraz pewnym poziomem dobrobytu, niebędące jednakże ani posiadaczami dużych majątków, ani nielegitymujące się arystokratycznym pochodzeniem (głównie w Wielkiej Brytanii). Do klasy średniej należą przede wszystkim osoby o wyższym wykształceniu oraz o wyższych kompetencjach kulturowych niż klasa robotnicza (niższa).
W ujęciu Lloyda Warnera klasa średnia podzielona została na klasę niższą i klasę wyższą. W późniejszych koncepcjach zakładających podział społeczeństwa na 9 klas, wyróżnione są podklasy klasy średniej:
- klasa średnia wyższa (upper middle class)
- klasa średnia właściwa (middle middle class)
- klasa średnia niższa (lower middle class)

W społeczeństwach nowoczesnych, a szczególnie w ponowoczesnych, klasa średnia stanowi większość populacji. Obecnie klasę średnią zasilają coraz bardziej tzw. wired workers, czyli osoby zajmujące się wytwarzaniem i przetwarzaniem informacji, jak również menedżerowie średniego szczebla czy pracownicy administracji.
Klasa średnia nie ma ostrych granic i ciągle jest redefiniowana przez socjologów czy ekonomistów.